# Stående kvinde
Stående kvinde er en teaktræ-skulptur af en kvinde, skabt af den danske billedhugger Astrid Noack fra 1937 til 1941. Skulpturen er optaget i Danmarks kulturkanon i 2006.
Skulpturen er 157 cm høj, hugget i mørkebrunt teaktræ og forestiller en stående, nøgen kvinde med armene foran sig og hænderne foldet sammen under det venstre bryst. Skulpturen er ikke meget detaljeret, øjnene er kun antydet. Skulpturen er meget klassisk og statisk i udtryk, inspireret af tidlige græske og ægyptiske skulpturer, hvor skikkelsen står stille med kun et let bøjet knæ. Teaktræets naturlige ved er blevet poleret af kunstneren og træets åreringe kan ses tydeligt. Den varme træfarve og den rolige positur giver en stemning af fred, ro og harmoni.

## Skulpturens tilblivelse
Arbejdet med Stående kvinde blev påbegyndt 1937. Næsten samtidig fostredes imidlertid tankerne om et monument i bronze for maleren Anna Ancher i anledning af hendes 80 års dag i 1939 hos kunsthistorikeren Karl Madsen, som var leder af Skagens Museum. Astrid Noack indvilligede i at udarbejde monumentet, og derved udskød hun det videre arbejde med Stående kvinde til 1939. Astrid Noack var 50 år på det tidspunkt og havde hidtil været forholdsvis ukendt udenfor sine kunstnervenners omgangskreds. Med monumentet for Anna Ancher blev hun nu kendt for dansk publikum og fik sit gennembrud med en separatudstilling i Kunstforeningen i København 1944.
Udarbejdelsen af skulpturen Stående kvinde strakte sig over længere tid. På traditionel klassisk billedhuggervis udarbejdede Astrid Noack en model af kvinden i fuld størrelse i ler, som først blev støbt i gips, hvorfra hun overførte målene til træblokken. Hun opnåede faste målepunkter i gipsen ved tegne krydser og slå små søm i til at overføre på træet. Lermodellen til træskulpturen blev støbt i to eksemplarer i gips, hvoraf Noack arbejdede videre på den ene. Denne version blev senere støbt i cement/kunststen og tilhører nu Louisiana. Den første gipsmodel, med krydserne til målearbejdet, blev efterfølgende støbt i bronze. Bronzeskulpturen tilhører Holstebro Kunstmuseum.
Stående kvinde i teaktræ står i dag i Göteborgs Konstmuseums skulpturhal, hvortil den blev indkøbt i 1947. Den blev også udstillet i København i Thorvaldsens Museum ved udstillingen "På græsk! Billedhuggerne og antikken 1898-1962" fra september 2014 til januar 2015.